# Bonfim Costa Dante
Dante Bonfim Costa Santos (Salvador, 18 oktober 1983) – alias Dante – is een Braziliaans voetballer die als verdediger speelt. Hij tekende in augustus 2016 een contract bij OGC Nice dat hem overnam van VfL Wolfsburg. In 2013 debuteerde hij in het Braziliaans voetbalelftal.

## Carrière

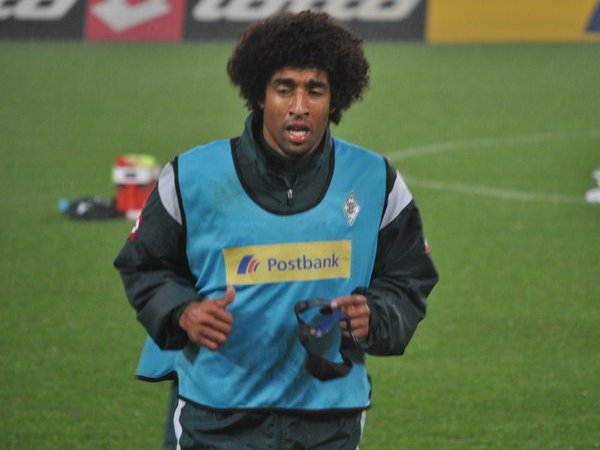
Dante met Borussia Mönchengladbach

### Juventude
Dante speelde in de jeugd van diverse Braziliaanse teams, voor hij in 2001 in de jeugd kwam van EC Juventude. Hier speelde hij tot 2003.

### Lille OSC
Zijn Europese carrière begon hij bij Lille OSC, waar hij nauwelijks aan spelen toe kwam. Dante speelde hier twee seizoenen, waarin hij slechts twaalfmaal meespeelde in een competitieduel. Wel scoorde hij in de bekerwedstrijd tegen AS Saint-Étienne op 26 oktober 2005 zijn eerste doelpunt voor Lille.

### Charleroi
De Belgische eersteklasser Sporting Charleroi toonde interesse in Dante en nam hem over van Lille in januari 2006. Hij debuteerde op 8 februari tegen Sint-Truidense in de kwartfinale van de Beker van België. Twee weken later debuteerde hij ook in de Belgische competitie tegen KSV Roeselare. In de voorlaatste wedstrijd van het seizoen tegen RAA Louviéroise maakte hij zijn eerste doelpunt voor de club. Hij speelde precies een jaar voor Charleroi en kwam daarin voor 27 wedstrijden en twee goals.

### Standard Luik
Door zijn prestaties bij Charleroi kon hij in de winterstop van het seizoen 2006/07 een contract tekenen bij Standard Luik. Op 13 januari 2007 maakte hij in de bekerwedstrijd tegen VW Hamme zijn debuut voor Standard. Zijn competitiedebuut maakte hij een week later tegen zijn oude club Charleroi met een assist. In zijn eerste volledige seizoen met Standard werd Dante landskampioen. Daar had hij met één goal en vijf assists in 33 wedstrijden een belangrijk aandeel in. In twee jaar speelde Dante 88 wedstrijden voor Standard, waarin hij goed was voor drie goals en zeven assists. 

### Borussia Mönchengladbach
In december 2008 raakte bekend dat Dante zou vertrekken naar Duitsland om daar voor Borussia Mönchengladbach te gaan spelen in de Bundesliga. Standard Luik ving 2,5 miljoen euro voor de centrale verdediger. Hij kwam bij Gladbach binnen met gescheurde spiervezel, waardoor hij pas om 20 maart 2009 tegen VfL Bochum zijn debuut maakte voor de club. Hij miste na die wedstrijd slechts acht minuten voor de rest van het seizoen. Op 11 april scoorde hij tegen VfL Wolfsburg zijn eerste doelpunt voor de club.
In zijn eerste volledig seizoen in Mönchengladbach speelde hij in 32 van de 34 competitiewedstrijden negentig minuten. Hij miste slechts twee wedstrijden door een rode kaart in de eerste speelronde van het seizoen. In het seizoen 2010/11 miste hij door een gebroken voet en een ingescheurde binnenband in de knie een groot deel van de eerste seizoenshelft. Toen Dante eind januari 2011 zijn rentree maakte, stond Gladbach laatste in de Bundesliga. Met de Braziliaan in het team klom Borussia Mönchengladbach naar de zestiende plek, waarna in de play-offs om promotie/degradatie in twee wedstrijden afgerekend werd met VfL Bochum. 
In het seizoen daarna miste hij slechts één competitiewedstrijd en eindigde Dante met de club als vierde. Ook haalde het de halve finale van de DFB-Pokal, waarin het uitgeschakeld door Bayern München. Dante was een van de spelers die een penalty miste in de strafschoppenreeks. In drieënhalf jaar kwam Dante tot 103 wedstrijden en acht goals voor Borussia Mönchengladbach.

### Bayern München
In de zomer van 2012 maakte hij voor 4,7 miljoen euro de overstap naar Bayern München. Hij maakte zijn debuut voor de club in de gewonnen Supercup tegen Borussia Dortmund. Op 19 september maakte Dante zijn debuut in de Champions League tegen Valencia. Zijn eerste doelpunt voor Bayern maakte hij op 24 november 2012 op aangeven van Toni Kroos in de met 5–0 gewonnen competitiewedstrijd tegen Hannover 96. Hij won dat seizoen de Bundesliga, door slechts één wedstrijd te verliezen het hele seizoen. Ook werd het record verbroken van minste tegengoals én meeste clean sheets in één Bundesliga-seizoen.
Op 25 mei 2013 stond Dante in finale van de Champions League tegen Borussia Dortmund, dat met 1-2 werd verslagen door een winnend doelpunt van Arjen Robben. Een week later completeerde Bayern de triple door de DFB-Pokal te winnen van VfB Stuttgart, hoewel Dante toen al afgereisd was naar Brazilië voor de Confederations Cup. Hij speelde dat seizoen in 45 wedstrijden mee en was daarin goed voor één goal en één assist.
Op 30 augustus won Dante als basisspeler de UEFA Super Cup tegen Chelsea. In de 120'ste minuut was hij goed voor de assist op de 2-2 van Javier Martínez, waarna Bayern won op strafschoppen. Dat seizoen zou hij nog drie prijzen winnen: de Bundesliga- en DFB Pokal-titels werden geprolongeerd, terwijl ook het WK voor clubs gewonnen werd. In de finale tegen Raja Casablanca maakte Dante de openingstreffer. In de Champions League werd het in de halve finale uitgeschakeld door uiteindelijke winnaar Real Madrid. In zijn derde en laatste seizoen bij Bayern won Dante 'slechts' één prijs: het werd opnieuw kampioen van de Bundesliga. In totaal speelde Dante 133 wedstrijden voor Bayern, waarin hij goed was voor vijf goals en acht assists.

### VfL Wolfsburg
Dante tekende in augustus 2015 een contract tot medio 2018 bij VfL Wolfsburg, de nummer twee van de Bundesliga in het voorgaande seizoen. Dat betaalde circa €4.000.000,- voor hem aan Bayern München. Op 12 september maakte hij tegen FC Ingolstadt zijn debuut. Op 13 januari 2016 blesseerde hij teamgenoot Bas Dost tijdens training. Door een gebroken middensvoetsbeentje lag de Nederlander er vervolgens tweeënhalve maand uit. Op 24 januari maakte Dante zijn eerste doelpunt voor de club tegen Eintracht Frankfurt. Dante speelde één seizoen bij Wolfsburg en kwam daarin tot 33 wedstrijden.

### OGC Nice
Op 22 augustus 2016 verliet Dante Wolfsburg voor OGC Nice, dat hem voor drie seizoenen vastlegde. Op 11 september maakte hij tegen Olympique Marseille zijn debuut. Door een blessure van Paul Baysse was hij op 23 oktober voor het eerst aanvoerder van Nice. Dat zou hij dat seizoen achttien keer zijn vanaf de aftrap. Op 4 december was hij tegen Toulouse goed voor twee assists op doelpunten van Alassane Pléa en Younès Belhanda. Hij ging zijn tweede seizoen bij Nice als nieuwe aanvoerder. Op 14 september 2017 maakte hij in de Europa League-wedstrijd tegen SV Zulte Waregem zijn eerste doelpunt voor de club. Op 10 november 2018 speelde hij tegen Nîmes Olympique zijn 100'ste wedstrijd voor de club. 
Door een knieblessure en het aflasten van de Ligue 1 door de coronapandemie kwam Dante in het seizoen 2019/20 tot maar 21 competitiewedstrijden. Het seizoen erna scheurde hij na negen speelrondes zijn kruisband, waardoor hij de rest van het seizoen niet meer in actie kwam. Na negen maanden revalidatie maakte Dante in de eerste speelronde van het seizoen 2021/22 tegen Stade de Reims zijn rentree. Hij miste vervolgens slechts vier wedstrijden dat seizoen en speelde er 34, waaronder de finale van de Coupe de France op 7 mei 2022. FC Nantes was daarin met 0-1 te sterk.
Op 8 februari 2025 speelde Dante zijn 300'ste wedstrijd voor OGC Nice. Daarmee stond hij zevende op de lijst van all-time meeste wedstrijden. Alleen Luxemburger Vic Nurenberg speelde als niet-Fransman meer wedstrijden voor de club (302). Op 14 februari kondigde een 41-jarige Dante aan dat hij zijn aflopende contract met een jaar zou verlengen en zo zijn tiende seizoen bij OGC Nice zou ingaan.

## Spelerstatistieken
| Seizoen | Club                     | Competitie    | Competitie | Competitie | Beker | Beker | Europa | Europa | Totaal | Totaal |
| Seizoen | Club                     | Competitie    | Wed.       | Dlp.       | Wed.  | Dlp.  | Dlp.   | Dlp.   | Wed.   | Dlp.   |
| ------- | ------------------------ | ------------- | ---------- | ---------- | ----- | ----- | ------ | ------ | ------ | ------ |
| 2002/03 | Juventude                | Série A       | 22         | 1          | 0     | 0     | –      | –      | 22     | 1      |
| 2003/04 | Lille OSC                | Ligue 1       | 9          | 0          | 0     | 0     | –      | –      | 9      | 0      |
| 2004/05 | Lille OSC                | Ligue 1       | 2          | 0          | 1     | 0     | 4      | 0      | 7      | 0      |
| 2005/06 | Lille OSC                | Ligue 1       | 1          | 0          | 2     | 1     | –      | –      | 3      | 1      |
| 2005/06 | Sporting Charleroi       | Eerste klasse | 12         | 1          | 3     | 0     | –      | –      | 15     | 1      |
| 2006/07 | Sporting Charleroi       | Eerste klasse | 12         | 1          | 0     | 0     | –      | –      | 12     | 1      |
| 2006/07 | Standard Luik            | Eerste klasse | 15         | 0          | 6     | 0     | –      | –      | 21     | 0      |
| 2007/08 | Standard Luik            | Eerste klasse | 33         | 1          | 6     | 1     | 4      | 0      | 43     | 2      |
| 2008/09 | Standard Luik            | Eerste klasse | 15         | 1          | 2     | 0     | 7      | 0      | 24     | 1      |
| 2008/09 | Borussia Mönchengladbach | Bundesliga    | 10         | 3          | 0     | 0     | –      | –      | 10     | 3      |
| 2009/10 | Borussia Mönchengladbach | Bundesliga    | 32         | 3          | 2     | 0     | –      | –      | 34     | 3      |
| 2010/11 | Borussia Mönchengladbach | Bundesliga    | 20         | 2          | 1     | 0     | –      | –      | 21     | 2      |
| 2011/12 | Borussia Mönchengladbach | Bundesliga    | 33         | 0          | 5     | 0     | –      | –      | 38     | 0      |
| 2012/13 | Bayern München           | Bundesliga    | 29         | 1          | 4     | 0     | 12     | 0      | 45     | 1      |
| 2013/14 | Bayern München           | Bundesliga    | 29         | 2          | 7     | 1     | 11     | 1      | 47     | 5      |
| 2014/15 | Bayern München           | Bundesliga    | 27         | 0          | 5     | 0     | 7      | 0      | 39     | 0      |
| 2015/16 | Bayern München           | Bundesliga    | 1          | 0          | 1     | 0     | –      | –      | 2      | 0      |
| 2015/16 | VfL Wolfsburg            | Bundesliga    | 23         | 1          | 1     | 0     | 9      | 0      | 33     | 1      |
| 2016/17 | OGC Nice                 | Ligue 1       | 33         | 0          | 1     | 0     | 5      | 0      | 39     | 0      |
| 2017/18 | OGC Nice                 | Ligue 1       | 33         | 1          | 3     | 0     | 12     | 1      | 48     | 2      |
| 2018/19 | OGC Nice                 | Ligue 1       | 36         | 1          | 1     | 0     | –      | –      | 37     | 1      |
| 2019/20 | OGC Nice                 | Ligue 1       | 21         | 1          | 4     | 0     | –      | –      | 25     | 1      |
| 2020/21 | OGC Nice                 | Ligue 1       | 9          | 2          | 0     | 0     | 2      | 0      | 11     | 2      |
| 2021/22 | OGC Nice                 | Ligue 1       | 34         | 0          | 4     | 0     | –      | –      | 38     | 0      |
| 2022/23 | OGC Nice                 | Ligue 1       | 37         | 1          | 1     | 0     | 11     | 0      | 49     | 1      |
| 2023/24 | OGC Nice                 | Ligue 1       | 32         | 1          | 3     | 0     | –      | –      | 35     | 1      |
| 2024/25 | OGC Nice                 | Ligue 1       | 15         | 0          | 0     | 0     | 3      | 0      | 18     | 0      |
| Totaal  | Totaal                   | Totaal        | 575        | 24         | 63    | 3     | 87     | 2      | 725    | 29     |

Bijgewerkt tot en met 13 februari 2025.

## Interlandcarrière
Op 6 februari 2013 maakte Dante zijn debuut in het Braziliaans voetbalelftal in een vriendschappelijke wedstrijd tegen Engeland. Hij werd door bondscoach Luiz Felipe Scolari opgesteld als centrale verdediger, naast David Luiz. Zijn tweede wedstrijd speelde hij tegen Italië. Zijn vierde wedstrijd was opnieuw tegen Italië; in deze wedstrijd om de FIFA Confederations Cup 2013 maakte hij zijn eerste interlanddoelpunt in de 45ste minuut, nadat hij was ingevallen voor de geblesseerde David Luiz. Dante werd in mei 2014 opgenomen in de selectie van gastland Brazilië voor het wereldkampioenschap voetbal 2014. Hij kwam in geen van de groepswedstrijden in actie en bleef ook gedurende de kwartfinale tegen Chili op de bank. Op 8 juli kwam Dante wel in actie in de halve finale tegen uiteindelijke wereldkampioen Duitsland. Brazilië verloor de wedstrijd met 1–7, de grootste nederlaag in de historie van het nationaal elftal. Voor Dante was het de laatste interland die hij speelde: in het seizoen 2014/15 deed bondscoach Dunga geen beroep op hem.
| Interlands van Dante voor Brazilië | Interlands van Dante voor Brazilië | Interlands van Dante voor Brazilië | Interlands van Dante voor Brazilië | Interlands van Dante voor Brazilië | Interlands van Dante voor Brazilië | Interlands van Dante voor Brazilië |
| №                                  | Datum                              | Wedstrijd                          | Uitslag                            | Soort wedstrijd                    | Doelpunten                         |                                    |
| Als speler bij Bayern München      | Als speler bij Bayern München      | Als speler bij Bayern München      | Als speler bij Bayern München      | Als speler bij Bayern München      | Als speler bij Bayern München      | Als speler bij Bayern München      |
| ---------------------------------- | ---------------------------------- | ---------------------------------- | ---------------------------------- | ---------------------------------- | ---------------------------------- | ---------------------------------- |
| 1.                                 | 6 februari 2013                    | Engeland – Brazilië                | 2 – 1                              | Vriendschappelijk                  | 0                                  |                                    |
| 2.                                 | 21 maart 2013                      | Italië - Brazilië                  | 2 – 2                              | Vriendschappelijk                  | 0                                  |                                    |
| 3.                                 | 9 juni 2013                        | Brazilië – Frankrijk               | 3 – 0                              | Vriendschappelijk                  | 0                                  |                                    |
| 4.                                 | 22 juni 2013                       | Italië – Brazilië                  | 2 – 4                              | Confederations Cup                 | 1                                  |                                    |
| 5.                                 | 26 juni 2013                       | Brazilië – Uruguay                 | 2 – 1                              | Confederations Cup                 | 0                                  |                                    |
| 6.                                 | 14 augustus 2013                   | Zwitserland – Brazilië             | 1 – 0                              | Vriendschappelijk                  | 0                                  |                                    |
| 7.                                 | 7 september 2013                   | Brazilië – Australië               | 6 – 0                              | Vriendschappelijk                  | 0                                  |                                    |
| 8.                                 | 12 oktober 2013                    | Zuid-Korea – Brazilië              | 2 – 0                              | Vriendschappelijk                  | 0                                  |                                    |
| 9.                                 | 16 november 2013                   | Honduras – Brazilië                | 0 – 5                              | Vriendschappelijk                  | 1                                  |                                    |
| 10.                                | 19 november 2013                   | Brazilië – Chili                   | 2 – 1                              | Vriendschappelijk                  | 0                                  |                                    |
| 11.                                | 5 maart 2014                       | Zuid-Afrika – Brazilië             | 0 – 5                              | Vriendschappelijk                  | 0                                  |                                    |
| 12.                                | 3 juni 2014                        | Brazilië – Panama                  | 4 – 0                              | Vriendschappelijk                  | 0                                  |                                    |
| 13.                                | 9 juli 2014                        | Brazilië – Duitsland               | 1 – 7                              | WK 2014                            | 0                                  |                                    |

Bijgewerkt op 9 maart 2016.

## Erelijst
| Competitie              |        |                           |       |       |
| Competitie              | Aantal | Jaren                     |       |       |
| Lille                   | Lille  | Lille                     | Lille | Lille |
| ----------------------- | ------ | ------------------------- | ----- | ----- |
| UEFA Intertoto Cup      | 1x     | 2004                      |       |       |
| Standard Luik           |        |                           |       |       |
| Eerste klasse           | 2x     | 2007/08, 2008/09          |       |       |
| Belgische Supercup      | 1x     | 2008                      |       |       |
| Bayern München          |        |                           |       |       |
| UEFA Champions League   | 1x     | 2012/13                   |       |       |
| UEFA Super Cup          | 1x     | 2013                      |       |       |
| FIFA Club World Cup     | 1x     | 2013                      |       |       |
| Bundesliga              | 3x     | 2012/13, 2013/14, 2014/15 |       |       |
| DFB-Pokal               | 2x     | 2012/13, 2013/14          |       |       |
| DFL-Supercup            | 1x     | 2012                      |       |       |
| Brazilië                |        |                           |       |       |
| FIFA Confederations Cup | 1x     | 2013                      |       |       |